# Carpella
Carpella là một chi bướm đêm thuộc họ Geometridae.

## Các loài
- Carpella aequidistans Thierry-Mieg, 1893
- Carpella districta Walker, [1865]
- Carpella innotata Warren, 1894
- Carpella semigrisea (Thierry-Mieg, 1892)